# Neue Synagoge (Częstochowa)
Koordinaten: 50° 48′ 50,6″ N, 19° 7′ 20,1″ O

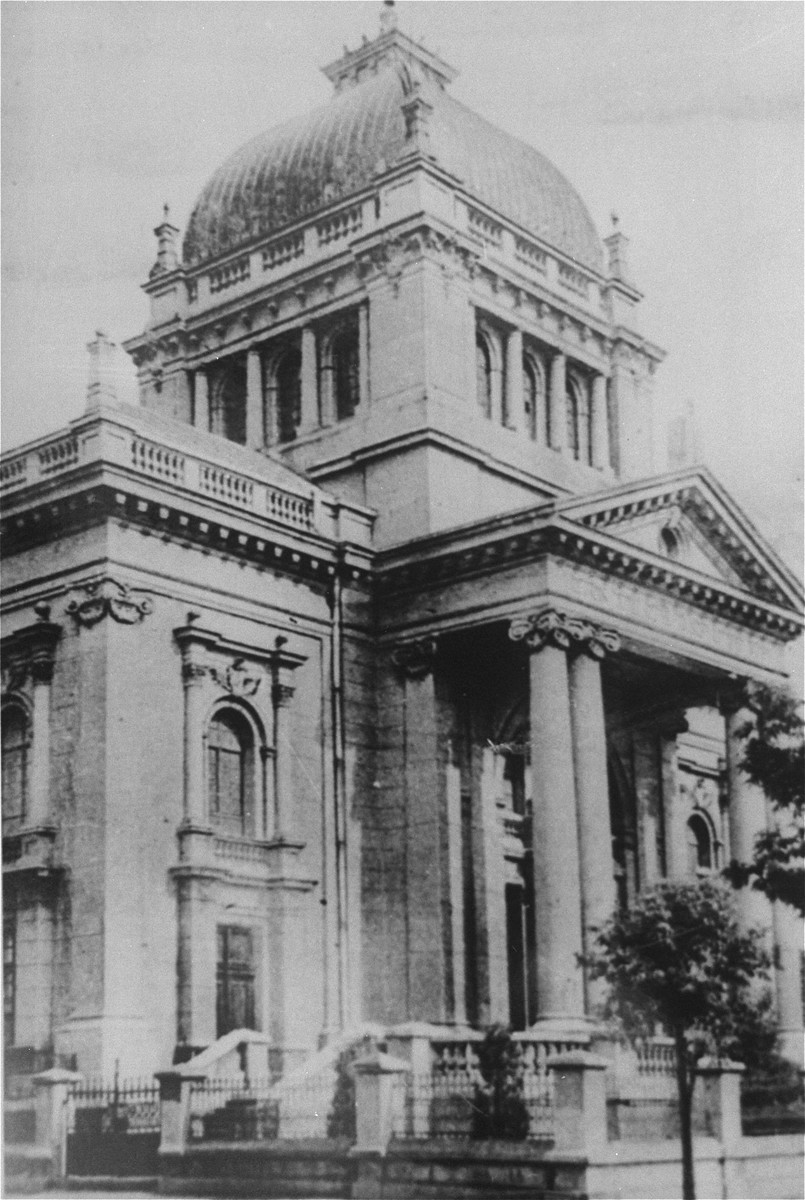
Neue Synagoge in Częstochowa

Die Neue Synagoge war die größte von mindestens 25 Synagogen in der polnischen Stadt Częstochowa.

## Beschreibung
Der Sakralbau wurde im klassizistischen Stil in den Jahren 1899 bis 1909 gebaut und am 25. Dezember 1939 zerstört. Die Ruinen der Synagoge wurden am 31. Dezember 1954 abgetragen, um in den Jahren 1955 bis 1965 auf den Fundamenten der Synagoge die Philharmonie von Częstochowa zu errichten.